# Pantano de Bluff
El Pantano de Bluff (en inglés: Bluff Swamp; antes en francés: Marais de Bluff) es el nombre que recibe una zona pantanosa que constituye un área protegida parcialmente y se encuentra en el noroeste de la parroquia de Ascensión (Ascension Parish) en el estado de Luisiana al sur de los Estados Unidos. El sitio cubre en total unos 2.208 acres (8,9 kilómetros cuadrados). Aproximadamente 1.240 acres (5.0 km²) de la zona del pantanto de Bluff conforman el refugio de vida silvestre Pantano de Bluff (Bluff Swamp Wildlife Refuge).